# ألفونس غوبل
ألفونس غوبل (بالألمانية: Alfons Goppel) (1 أكتوبر 1905 - 24 ديسمبر 1991) كان سياسي ألماني ينتمي لحزب الاتحاد الاجتماعي المسيحي (CSU) شغل منصب رئيس وزراء ولاية بافاريا في الفترة (1962-1978).

## وصلات خارجية
- ألفونس غوبل على موقع مونزينجر (الألمانية)
- ألفونس غوبل على موقع ميوزك برينز (الإنجليزية)
- ألفونس غوبل على موقع ديسكوغز (الإنجليزية)